# Đột Kích
Đột Kích là phiên bản bản địa hóa của trò chơi trực tuyến bắn súng góc nhìn thứ nhất Crossfire tại Việt Nam. Trò chơi do VTC Game phát hành từ năm 2008 đến năm 2020 và VTC Online từ tháng 7 năm 2020 đến nay.

## Lối chơi
Cũng như các phiên bản quốc tế khác, Đột Kích được phát hành dưới hình thức không thu phí (free-to-play). Tuy nhiên, muốn sở hữu các vật phẩm đặc biệt, người chơi phải nạp tiền để mua hoặc quay quả cầu may mắn.

## Lịch sử phát hành

### VTC Game (2008–2020)
VTC Game là nhà phát hành đầu tiên của Đột Kích, tổng cộng 12 năm.
Phiên bản closed beta ra mắt ngày 11 tháng 2 năm 2008 với khoảng 15,000 tài khoản tham gia test. Tới ngày 4 tháng 3, VTC Game tổ chức buổi họp báo ra mắt chính thức Đột Kích, đồng thời công bố về giải đấu thể thao điện tử trên truyền hình đầu tiên tại Việt Nam mang tên "VTC e-Sport Championship".
Ngày 18 tháng 3 năm 2008, Đột Kích chính thức open beta với bản cập nhật 1014. Kể từ đó, ngày này được chọn là sinh nhật của Đột Kích.
Ngày 24 tháng 7 năm 2009, Đột Kích cán mốc 10 triệu tài khoản người chơi. Vào lúc 9 giờ sáng ngày 5 tháng 9 năm 2009, số lượng người chơi cùng lúc (CCU) đạt mức kỷ lục 102,000 người.
Tháng 6 năm 2010, trong nước xảy ra một vụ án trẻ em sát hại người thân lấy tiền chơi game khiến các game bắn súng trực tuyến góc nhìn thứ nhất bị mang tiếng oan. Biệt Đội Thần Tốc (do VinaGame phát hành) và Đặc Nhiệm Anh Hùng (do FPT Online phát hành) "tự nguyện" dừng phát hành. Đột Kích tiếp tục phát hành nhưng chỉnh sửa các chi tiết trong game như thay killmark headshot, thay dao bằng búa gỗ, bỏ chế độ đấu dao, xóa máu tím và chuyển thành máu trắng, ẩn xác người chơi bị tiêu diệt... Đặc biệt nhất là cài đặt ẩn/hiện hình ảnh vũ khí góc nhìn thứ nhất bằng mã lệnh chat /v 1.
Năm 2012, bắt đầu tổ chức chiến dịch Bàn Tay Sắt, đồng thời thành lập lực lượng Cảnh sát CF tuần tra trong game, hỗ trợ bắt và xử lý hack tại chỗ. Những tài khoản người chơi bị khóa sau một khoảng thời gian, tùy theo điều kiện đáp ứng, sẽ được mở khóa. Tên của những người này sau đó bị đổi thành "AX+thời gian mở khóa" hoặc "Trinh+thời gian mở khóa".
Vào khoảng cuối năm 2013, xuất hiện nhiều server Đột Kích lậu, biết đến nhiều nhất là server "Vua Đột Kích" thu hút đông game thủ tham gia. Điều này đã gây ảnh hưởng không nhỏ: Cộng đồng người chơi bị xé lẻ, server Đột Kích do VTC phát hành chính thức bị giảm người chơi. Tuy nhiên, do tình trạng hack/cheat bắt đầu xuất hiện tràn lan nên các server lậu dần dần tự dừng hoạt động.
Ngày 28 tháng 4 năm 2015, Đột Kích nâng cấp lên Phiên bản 2.0. Phiên bản này thay đổi toàn bộ giao diện, nâng cấp đồ hoạ các bản đồ, bổ sung các nhân vật cơ bản 2.0, chế độ đấu Rank, và ra mắt bộ vũ khí Ares. Cũng trong năm 2015, gần 10 giải đấu Đột Kích lớn nhỏ được VTC Game đứng ra tổ chức. Tiêu biểu như Clan Wars mùa 1, Liên đấu GC, Liên minh Tournament mùa 3 và 4, Giải vô địch thể thao điện tử Việt Nam VEC 2015, CFS Invitational Vietnam 2015...
Năm 2016, VTC Game gia hạn hợp đồng phát hành thêm 4 năm. Để kỷ niệm, gương mặt đại diện Ngọc Trinh (người mẫu) được thiết kế thành một nhân vật có thể mua trong trò chơi.
Năm 2017, VTC Game chi hơn 10 tỷ đồng tổ chức mừng sinh nhật 9 năm Đột Kích tại các 24 tỉnh thành có Liên Minh Đột Kích.

### VTC Online (2020–nay)
Ngày 1 tháng 7 năm 2020, VTC Intecom hết hạn hợp đồng phát hành, VTC Online tiếp tục phát hành Đột Kích tại Việt Nam. Mọi dữ liệu người chơi và vật phẩm được giữ nguyên. Vật phẩm ngày và hệ thống khách hàng VIP cũ bị mất. Cả hai nhà phát hành đều là công ty con trực thuộc Tổng công ty Truyền thông đa phương tiện VTC.
Sau khi chuyển đổi nhà phát hành, VTC Online đã lấy thuật ngữ của CrossFire West (phiên bản Đột Kích Bắc Mỹ) và dùng Google Dịch cẩu thả cho các bản cập nhật mới. Thuật ngữ cũ từ thời VTC Game và thuật ngữ mới không được đồng bộ, dẫn đến hậu quả là nội dung trong game gây khó hiểu cho người chơi. Dù người chơi nhiều lần phản hồi trong các đợt khảo sát trải nghiệm người chơi, vấn đề này đến hiện tại vẫn tiếp tục diễn ra trong từng bản cập nhật mới. Ví dụ:
- Chế độ AI (VTC Game)/Chế độ Zombie (VTC Online)
- Chế độ Zombie (VTC Game)/Chế độ Mutation hoặc Chế độ Nano (VTC Online)
- Chế độ Đặt Bom (VTC Game/Team Deathmatch (VTC Online)
- Tên các biến thể nhân vật, vũ khí, vật phẩm

Tháng 10 năm 2020, VTC Online tổ chức giải đấu mới CFVN Championship.
Ngày 24 tháng 8 năm 2021, Đột Kích nâng cấp lên Phiên bản 3.0. Phiên bản này thay đổi giao diện, hỗ trợ độ phân giải 4K thay vì HD như trước đây. Bên cạnh đó cũng nâng cấp hệ thống chống hack lên 3.0.
Kể từ tháng 7 năm 2022, VTC Online mở lại "hệ thống VIP" dựa trên số lượng Go Coin mà người chơi đã chi tiêu kể từ năm 2020.
Tháng 7 năm 2025, tính năng voice chat được tích hợp trực tiếp trong game.
Số lượng người chơi cùng lúc cao nhất từ khi VTC Online phát hành Đột Kích lần lượt là 80.629 (năm 2023), 96.689 (2024).

## Khác biệt với các phiên bản khác

### Tính năng
- Đơn vị tiền tệ ngoài game là Vcoin (hiện tại là Go Coin).
- Máu đỏ bị sửa thành máu trắng. Vết máu và xác nhân vật khi chết bị ẩn.
- Killmark Headshot đầu lâu bị sửa thành quả táo.
- Killsound khi tiêu diệt người chơi bằng dao bị tắt.
- Cho phép tắt tính năng đề nghị đuổi ra khỏi phòng.
- Có hệ thống Giới Hạn Giờ Chơi. Sau 3 tiếng, điểm kinh nghiệm/GP chỉ còn 50%. Sau 5 tiếng sẽ không nhận được điểm kinh nghiệm/GP nữa.
- Bản đồ Thung Lũng Tuyết. Về sau được cập nhật cho hai phiên bản quốc tế Brasil và Hàn Quốc.
- Bản đồ Khu Phố Bất Ổn.
- Các băng rôn treo trong map Hội Hoa Đăng được dịch thành Tiếng Việt "Chúc mừng năm mới". Tương tự, vỏ lựu đạn May Mắn và lựu đạn Tiền Xu cũng dịch thành chữ "Lộc".

### Vật phẩm
Đột Kích có những vật phẩm độc quyền mà các phiên bản quốc tế khác không có. Về sau, một số vật phẩm đó được nhà phát triển cập nhật cho phiên bản quốc tế.
- Bộ vũ khí VTC: Gồm AWM và M4A1-S
- Bộ vũ khí Lạc Hồng: Gồm AWM, M4A1-S, M1896, Dual Karambit, Lựu đạn choáng
- Bộ vũ khí Liberation of Capital: Gồm AK-47, M4A1-S, Colt 1911, Rìu
- Bộ vũ khí Soul of VN: Gồm M4A1, Steyr TMP, Cheytac M200, Rìu, Lựu đạn
- Bộ vũ khí Cổ Phục Việt Nam: Gồm QBZ-03-Jewelry, Cheytac M200, COP357, Dao bướm, Lựu đạn, Lựu đạn khói
- Nhân vật rô bốt N-22
- Nhân vật Ngọc Trinh
- Nhân vật Link
- M4A1-C Aqua Aurora
- AK-47 Vietnam Warrior
- XM8-Dot Sight
- S&W M66 Golden Carving
- Búa gỗ thay cho dao mặc định
- Rìu Trống Đồng
- Dao Laser Tre
- Lựu đạn Đột Kích
- Lựu đạn khói tre
- Nón lá

## Giải đấu
Đột Kích là trò chơi đặt nền móng đầu tiên cho nền thể thao điện tử tại Việt Nam.
Ngày 12 tháng 3 năm 2008, giải đấu "Esport - Tay súng thiện xạ" được công bố, là giải đấu đầu tiên của Đột Kích và là tiền thân của giải đấu thể thao điện tử VEC sau này. Tháng 6 năm 2009, Đột Kích trở thành môn thi đấu chính thức của giải VEC.
Tháng 1 năm 2010, mở giải đấu online CrossFire League – Đẳng cấp Clan Việt. Các trận đấu bắt đầu được trực tiếp trên sóng Đài Truyền hình Kỹ thuật số VTC và về sau là livestream trên Facebook, YouTube.
Ngày 17 tháng 3 năm 2013, VTC Game tổ chức buổi lễ trao quyết định công nhận Đột Kích là môn thể thao điện tử của Việt Nam, với sự tham dự của đại diện Bộ Giáo dục và Đào tạo, Bộ Văn hóa, Thể thao và Du lịch và Bộ Thông tin và Truyền thông. Từ đó, hàng chục giải đấu lớn nhỏ đã được tổ chức, một hệ thống đội tuyển, phân chia lên xuống hạng cũng được tạo ra, các vận động viên được trả lương hàng tháng... Các đội tuyển như Boss.CFVN, Freedom Gaming, EvaTeam đại diện Việt Nam đi thi đấu giải quốc tế và mang về giải thưởng hàng trăm triệu đồng.
Sau hai năm 2019 và 2020 không tham gia, Đột Kích Việt Nam quay trở lại với đấu trường toàn cầu từ mùa giải 2021. Các đội tuyển Việt Nam liên tục đem về những thành tích đáng khích lệ, liên tục nằm trong top 4 của giải vô địch thế giới CFS, với tiền thưởng lên đến hàng tỉ đồng. Đặc biệt, tại CFS Summer Championship 2024 được tổ chức ở Hà Nội, đội tuyển Wolf Empire đã lên ngôi vô địch sau khi đánh bại All Gamers 3-1 trong trận chung kết tối 1 tháng 9 năm 2024.
Năm 2021, Đột Kích chính thức trở thành môn thi đấu thể thao điện tử của SEA Games 31.
Năm 2025, Giải đấu quốc tế CFS Summer Championship 2024 nhận giải thưởng Giải đấu Thể thao điện tử của năm tại Lễ vinh danh Giải thưởng Game Việt Nam - Vietnam Game Awards 2025.
| Tên giải                                                       | Viết tắt               | Thời gian | Ghi chú |
| -------------------------------------------------------------- | ---------------------- | --------- | --- |
| World Esport Masters                                           | WEM                    | 2008–2010 | |
| World Cyber Arena World Cyber Game                             | WCG                    | 2011–2020 | |
| CrossFire Stars CFS Grand Finals                               | CFS                    | 2013–nay  | Giải đấu quy mô toàn cầu. Tên gọi chính thức là CFS Grand Finals kể từ năm 2020. |
| CrossFire Stars Invitational                                   | CFSI                   | 2015–2024 | Giải đấu giao hữu giữa mùa toàn cầu. |
| Clan War                                                       |                        | 2017–nay  | Giải nghiệp dư của Đột Kích Việt Nam. Kể từ mùa 2 năm 2025, các đội đứng đầu Clan War không thể lên chơi tại CFVL trong cùng giai đoạn mùa giải mà phải thi đấu mùa giải CSC song song với CFVL. |
| Crossfire Semi-Pro Championship                                | CSC                    | 2017–nay  | Giải bán chuyên của Đột Kích Việt Nam. Kể từ năm 2025, mùa giải CSC được diễn ra song song với CFVL, thay vì là giải thăng hạng giữa Clan War và CFEL VN/CFVL.                                   |
| CrossFire Pro League                                           | CFPL                   | 2013–nay  | |
| CrossFire Elite League                                         | CFEL                   | 2018–2022 | Tên gọi chung cho giải vô địch chuyên nghiệp tại mỗi quốc gia. Kể từ năm 2023, mỗi quốc gia có tên gọi giải đấu riêng.                                                                           |
| CFVN Championship                                              |                        | 2020–2021 | |
| CrossFire Stars Summer Championship                            | CFS SC hoặc CFS Summer | 2022–nay  | Giải đấu giao hữu giữa mùa toàn cầu, tiền thân là CrossFire Stars Invitational. Từ năm 2025, Esports World Cup sẽ đóng vai trò của giải đấu này.                                                 |
| Crossfire Vietnam Professional League Crossfire Vietnam League | CFVL                   | 2023–nay  | Đổi tên từ CFEL Việt Nam. |
| CFS APAC Series                                                | CFS APAC               | 2023–nay  | Giải đấu giao hữu dành cho các đội đến từ Châu Á–Thái Bình Dương (hiện là Trung Quốc, Philippines và Việt Nam)                                                                                   |
| CFS Path                                                       |                        | 2024–nay  | Tên gọi chung cho hệ thống các vòng loại khu vực CFS Grand Finals kể từ năm 2024. |

## Đón nhận
Cuối năm 2008, Đột Kích đoạt Giải Sao Pha lê dành cho game FPS xuất sắc nhất năm.
Ngoài các Clan trong trò chơi, ngoài đời còn có 24 Liên Minh Đột Kích trãi dài khắp cả nước, tập hợp hàng nghìn người chơi cùng chơi và sinh hoạt đều đặn hàng tháng. Đột Kích là tựa game trực tuyến duy nhất tại Việt Nam có mạng lưới cộng đồng thực tế rộng khắp như vậy.
Bên cạnh các vận động viên chuyên nghiệp, các YouTuber Đột Kích cũng thu hút được số lượng lớn người hâm mộ. Tiến Xinh Trai, Tiền Zombie V4 và Rùa Ngáo là ba người đầu tiên đạt trên 1 triệu lượt theo dõi.

## Các trò chơi liên quan khác
Các trò chơi dựa theo CrossFire khác cũng từng được phát hành tại Việt Nam, nhưng đều đã ngừng phát hành:
Trò chơi dành cho điện thoại thông minh do VNG phát hành ngày 15 tháng 4 năm 2017 với tên Crossfire Legends. Ngừng phát hành vào ngày 15 tháng 10 năm 2020.
Trò chơi chạy trên web-client do Smilegate phát triển với hai chế độ chơi gồm chế độ chơi mạng truyền thống và chế độ chơi sinh tồn (Battle Royale Extreme) được VTC Online phát hành ngày 3 tháng 6 năm 2020 với tên Crossfire Zero. Các nước Đông Nam Á khác có nhà phát hành riêng của họ. Ngừng phát hành vào tháng 10 năm 2020.